# Дебрадь
Дебрадь (словац. Debraď) — село в окрузі Кошиці-околиця Кошицького краю Словаччини. Площа села 23,79 км². Станом на 31 грудня 2016 року в селі проживало 398 жителів.

## Географія
Протікає річка Дреновець.

## Історія
Перші згадки про село датуються 1255 роком.

## Населення
| Рік:            | 1994. | 2004.   | 2014.   | 2024.   |
| --------------- | ----- | ------- | ------- | ------- |
| Кількість осіб: | 389   | 380     | 384     | 400     |
| Різниця:        |       | -2,31 % | +1,05 % | +4,16 % |

| Рік:            | 2023. | 2024.   |
| --------------- | ----- | ------- |
| Кількість осіб: | 409   | 400     |
| Різниця:        |       | -2,20 % |